# St. Ives (film)
St. Ives is een Amerikaanse film uit 1976 van J. Lee Thompson met Charles Bronson, gebaseerd op de roman The Procane Chronicle van Ross Thomas.

## Verhaallijn
Wanneer de zeer bekwame inbreker Abner Procane ontdekt dat iemand de plannen voor zijn volgende ambitieuze inbraak heeft gestolen, huurt hij Raymond St. Ives in om de documenten terug te krijgen.

## Rolverdeling
| Acteur            | Personage          |
| ----------------- | ------------------ |
| Charles Bronson   | Raymond St. Ives   |
| John Houseman     | Abner Procane      |
| Jacqueline Bisset | Janet Whistler     |
| Maximilian Schell | Dr. John Constable |
| Harris Yulin      | Carl Oller         |